# Terremoto di San Salvador del 1986
Il terremoto di San Salvador del 1986 avvenne nel mezzo della Guerra civile salvadoregna a pochi chilometri dalla capitale della nazione coinvolta. Sebbene la magnitudo  fu abbastanza elevata, causò comunque molti morti e danneggiò molte strutture quali mercati, ospedali, abitazioni e ristoranti. L'ambasciata americana locale venne ricostruita a seguito del sisma.
L'incidente è iniziato alle 11:49:26 del mattino  local time (17:49 UTC), venerdì 10 ottobre del 1986, con una magnitudine di 7,5 gradi sulla scala Richter e intensità IX sulla scala Mercalli, provocando notevoli danni alle infrastrutture della città, al centro della tragedia l'edificio Rubén Darío, danneggiato dal  terremoto del 3 maggio del 1965, ma non è mai stato adeguatamente demolito o riparato. Il terremoto è durato 38 secondi. Ci sono state diverse scosse di assestamento che sono durate una settimana. Il terremoto è avvenuto durante la  guerra civile che ha colpito il paese dal 1980 al 1992.